# Ліщук Ольга Миколаївна
О́льга Микола́ївна Ліщу́к (нар. 1 липня 1966, с. Возвишенка Північно-Казахстанської області, Казахстан) — українська письменниця, композиторка, членкиня Національної спілки письменників України та Запорізької міської організації композиторів, волонтерка.

## Життєпис
Народилася на півночі Казахстану, куди предки матері-вчительки переїхали ще до Жовтневого перевороту 1917 року, а батько, вивчившись на зоотехніка, приїхав освоювати цілину. З музикою почала знайомитися через подароване у 6 років дитяче піаніно. Через переїзд родини навчання в школі почала в Росії, продовжила в Одеській області, закінчивши Комінтернівську дитячу музичну школу з класу баяна, атестат із золотою медаллю отримала в Запоріжжі. Учасниця художньої самодіяльності в школі, писала тематичні пісні для класу.
В Запоріжжі закінчила технічне училище № 7, за спеціальністю — електромонтажник-схемник. Вищу освіту здобула у Запорізькому медичному інституті, закінчила з «червоним дипломом», за фахом — фармацевт. Працювала за спеціальністю в аптеках Запоріжжя та області, потім — в Лівії, Йорданії та Італії.
Продуктивним для творчости видався 2015 рік — вийшли в світ поетична збірка «Чудеса по заказу» та фантастична повість «Стрибок», в журналі «Хортиця» надруковано вірші, отримано перемогу в одній з номінацій на фестивалі в Запоріжжі з авторською піснею «Танго на городі». Того ж року стала членом Запорізької міської організації композиторів. До власного п'ятдесятиріччя підготувала пісенник «Пісня моя», куди увійшли п'ятдесят авторських пісень на власні вірші та на вірші інших авторів.
Вела волонтерську діяльність: писала вірші благодійних концертів, що проводилися в зоні АТО.

## Відзнаки
- Диплом переможця в номінації «Краща поезія» фестивалю сучасної української авторської пісні та співаної поезії «Словоспів», м. Рівне[6].
- Диплом лавреата Всеукраїнського поетичного фестивалю-конкурсу «І тихим островом калиновим згадалось батьківське село…», смт Брусилів[7].
- Диплом за ІІ місце в номінації "Переклад поезій Олени Теліги та Олега Ольжича іноземними мовами" Всеукраїнського літературного конкурсу ім. Олени Теліги та Олега Ольжича, м. Київ, 2021
- Диплом І ступеня VІ Всеукраїнського літературного конкурсу ім. Леся Мартовича в номінації "Книги для дітей. Казка", м. Львів.
- Dyplom za zdobycie Wyróżnienia Specjalnego w VII Ogólnopolskim Konkursie Poetyckim "Magia Ogrodów", Polska, m. Raba Wyżna.
- Диплом І ступеня Всеукраїнського краєзнавчого конкурсу "От де, люде, наша слава, слава України!", м. Київ.